# Derk Pereboom
Derk Pereboom (* 1957) ist ein US-amerikanischer Philosoph. Er ist Susan Linn Sage Professor of Philosophy an der Cornell University und hat die Arbeitsschwerpunkte Willensfreiheit, Philosophie des Geistes, moderne Philosophiegeschichte (insbesondere Immanuel Kant) und Religionsphilosophie. Zur Willensfreiheit vertritt er eine freiheitsskeptische Position, die er „Harten Inkompatibilismus“ nennt.

## Leben
Pereboom studierte Philosophie am Calvin College und an der University of California, Los Angeles (Ph.D. 1985).
Er war von 1985 bis 2007 an der University of Vermont tätig, zuerst als Assistant Professor, ab 1991 als Associate Professor. 1997 wurde er Professor und Vorstand des philosophischen Instituts. Seit Herbst 2007 ist er Professor an der Cornell University.

## Willensfreiheit, Harter Inkompatibilismus
Pereboom lehnt die Vorstellung von einer Verantwortung begründenden Willensfreiheit ab und damit auch Missbilligung und Strafe für unmoralisches Verhalten wie Anerkennung und Belohnung für moralisches. Er argumentiert diese Ablehnung sowohl für eine deterministische wie auch für eine indeterministische Weltsicht. Verantwortung ließe sich seiner Ansicht nach nur mit der Erstverursachung durch ein substantielles Selbst („agent causation“) begründen, deren Annahme er aber für unplausibel hält.
Durch die Ablehnung moralischer Verantwortung des Einzelnen verlieren seiner Ansicht nach aber moralische Prinzipien und Werte nicht ihre Bedeutung. Eine ernsthafte Akzeptanz des Harten Inkompatibilismus könne im Gegenteil unser Zusammenleben verbessern, da durch sie moralischer Groll nicht mehr möglich sei. Dadurch würde auch der Strafvollzug eine Humanisierung erfahren.

## Werke (Auszug)

### Monographien
- Living Without Free Will. Cambridge University Press, Cambridge 2001 ISBN 978-0-511-03167-0.
- Four Views on Free Will (mit John Martin Fischer, Robert Kane, Manuel Vargas). Blackwell Publishers, Malden / Oxford / Carlton 2007 ISBN 978-1-4051-3486-6.
- Consciousness and the Prospects of Physicalism. Oxford University Press, New York 2011 ISBN 978-0-19-976403-7.
- Free Will: A Contemporary Introduction. mit Michael McKenna, Routledge, New York 2016, ISBN 978-0-415-99687-7.

### Herausgeberschaft
- Free Will. Hackett Publishing, Indianapolis 2009 ISBN 978-1-60384-129-0